# Nawabrahmarszi
Nawabrahmarszi (dewanagari नवब्रह्मर्षि, trl. navabrahmarṣi, ang. Nava Brahmarshi, tłum. (dziewięciu brahmarszich)). Mało znane pojęcie występujące jednostkowo w Bhagawatapuranie i Wisznupuranie.
Chociaż grupa świętych mędrców noszących tytuł brahmarszi jest większa (źródła nie są zgodne co do liczebności mędrców noszących taki tytuł), to pojęcie nawabrahmarszi zawęża ją do wąskiej grupy tzw. dziewięciu brahmarszich czyli dziewięciu ryszich Brahmy. Brahma w pierwszej manwantarze powołał ich do istnienia aktem woli, dlatego znani są również jako manasaputra - mentalni (zrodzeni z umysłu) synowie Brahmy.

## Etymologia

### Nawabrahmarszi
Pojęcie to składa się z dwóch sanskryckich członów nawa - jest liczebnikiem określającym cyfrę dziewięć, a brahmarszi określa grupę najwyższej klasy ryszich (mędrców lub wieszczów), którzy dzięki swojej duchowej praktyce (sadhanie) i wyrzeczeniom (tapas) zrozumieli (doświadczyli) Brahmana i osiągnęli brahmadźńana (dewanagari ब्राह्मज्ञान, trl. brahmajñāna, ang. Brahmajnana, tłum. boską/świętą wiedzę lub duchowe wyzwolenie).

### Nawabrahmana
Bhagawatapurana (canto 12.12.15-15) określa ich mianem nawabrahmana (dewanagari नवब्राह्मण, trl. navabrāhmaṇa). W tym przypadku, podobnie jak w określeniu nawabrahmarszi, pojęcie to składa się z dwóch sanskryckich członów nawa - jest liczebnikiem określającym cyfrę dziewięć, a pojęcie brahmana należało by tłumaczyć jako związny z Brahmanem lub dany przez Brahmana (ang. relating to or given by a Brahman). Bhagawatapurana w opisie do sanskryckiego tekstu tłumaczy to pojęcie jako dziewięciu brahmanów (synów Brahmy) (ang. of the nine brāhmaṇas (the sons of Lord Brahmā, headed by Marīci). Wszyscy ci brahmarszi są znani również jako praojcowie - pradźapati.

## Recepcja w literaturze
- Wisznupurana wspomina, że gdy Brahma zapragnął zaludnić świat stworzył synów, takich jak on sam[5]. Są nimi:

1. Marići (मरीचि, trl. Marīci, ang. Marichi),
2. Bhrygu (भृगु, trl. Bhṛgu, ang. Bhrigu),
3. Angiras (अंगिरा, trl. Angirā, ang. Angira),
4. Pulastja (फुलस्त्य, trl. Pulastya, ang. Pulastya),
5. Pulaha (फुलह, trl. Pulaha, ang. Pulaha),
6. Kratu (क्रतु, trl. Kratu, ang. Kritu),
7. Daksza (दक्ष, trl. Dakṣa, ang. Daksha),
8. Atri (अत्रि, trl. Atri, ang. Atri),
9. Wasisztha (वशिष्ठ, trl. Vasiṣṭha, ang. Vasishtha).

Tylko siedmiu z nich określanych mianem saptarszich wymienionych jest w Mahabharacie. Ci saptariszi widoczni są jako najjaśniejsze gwiazdy konstelacji Wielkiej Niedźwiedzicy, znane potocznie jako Wielki Wóz, a ich żony lśnią jako Plejady.
- Kurmapurana w części zatytułowanej Warnaszrama Dharma wspomina, iż: „Brahma stworzył dziewięciu synów ze swego umysłu. Ich imiona to: Marići, Bhrygu, Angira, Pulastja, Pulaha, Kratu, Daksza, Atri i Wasisztha. Ci synowie stali się mędrcami i protoplastami rodów bramińskich”[7].
- Brahmandapurana również wspomina dziewięciu mentalnych synów Brahmy o ww. imionach, nazywając ich dziewięcioma Brahmanami, ponieważ byli oni jak ich ojciec kreatorami tworzonego przez niego świata. Wszyscy brahmajogini są ich potomkami.[8]
- Bhagawatapurana (canto 12.12.15-15) podaje określenie nawabrahmana (dewanagari नवब्राह्मण, trl. navabrāhmaṇa).

## Recepcja w tradycjach jogi

### Brahmarszi w tradycji adźapajogi
- Chociaż źródła wspominają, iż tych dziewięciu mentalnych synów Brahmy było protoplastami rodów bramińskich, to jednak według nauk guru adźapajogi tych dziewięciu brahmarszich nie należy utożsamiać z pojęciem bramin. Dzięki łasce swego ojca Brahmy obserwując wszechświat odkryli oni technikę adźapajogi i poprzez jej praktykę poznali rzeczywistą naturę Brahmy – Para-tattwę. Również słownik
- Około roku 1970 Guru Janardan Paramahansa postanowił stworzyć świątynię ku czci dziewięciu brahmarszich. Wizja Guru Janardana została zrealizowana w 1976 roku. Na terenie aśramu adźapajogi w Dimna[9], koło Jamshedpur w Indiach, powstała pierwsza na świecie świątynia poświęcona wszystkim dziewięciu brahmarszim. Została ona nazwana Świątynią Ryszich lub Rishi Mandir. Następca Guru Janardana, Guru Prasad Paramahansa, około 2001 roku postanowił dokonać przebudowy istniejącej świątyni. Uroczyste otwarcie odnowionej świątyni nastąpiło w dniu 24 grudnia 2006 roku, jest wzorowana w swoim wyglądzie na świątyni w Siddhaśramie (dewanagari सिद्धाश्रम, trl. Siddhāśrama).
- Guru Janardan Paramahansa nad wejściem do Riszi Mandir umieścił kamienną inskrypcję, której fragment brzmiał:

Byli to synowie Brahmy, którzy poprzez swoją praktykę jogi stali się tymi, którzy poznali Brahmę